# Comuna Șîrokîi Iar, Cernihivka
Șîrokîi Iar (în ucraineană Широкий Яр) este o comună în raionul Cernihivka, regiunea Zaporijjea, Ucraina, formată din satele Balașivka, Blahodatne, Hmelnițke, Lankove și Șîrokîi Iar (reședința).

## Demografie
Componența lingvistică a comunei Șîrokîi Iar
     Ucraineană (90,42%)
     Rusă (9,31%)
     Alte limbi (0,27%)
Conform recensământului din 2001, majoritatea populației comunei Șîrokîi Iar era vorbitoare de ucraineană (90,42%), existând în minoritate și vorbitori de rusă (9,31%).